# 約瑟芬·奧特勒布
約瑟芬·奧特勒布（德語：Josephine Ortleb，1986年11月25日—），德國政治人物，隸屬德國社會民主黨（SPD）。自2017年起擔任德國聯邦議院議員，代表薩爾布呂肯選區。她曾於2020年至2025年期間擔任聯邦議會社民黨黨團秘書長，並於2025年起出任聯邦議院副議長。奧特勒布關注性別平等、社會包容與民主參與議題，為近年德國政壇崛起的中生代女性政治人物之一。

## 經歷
約瑟芬·奧特勒布於1986年11月25日出生於西德薩爾布呂肯，成長於一個中產階級家庭。她畢業於當地中學後，先後就讀於科隆大学及不來梅應用科學大學，主修社會科學與政治管理。在學期間，她即活躍於社會民主黨青年組織（Jusos），並擔任薩爾布呂肯地區青年黨部的發言人，積極參與地方社會政策與教育議題的倡議活動。
完成學業後，奧特勒布曾短暫在社會企業及餐飲服務領域工作，並擔任多個地區婦女權益與平等機會專案的協調人。2017年，她首次代表社民黨參選聯邦議院並成功當選，代表薩爾布呂肯選區進入國會，成為當屆國會中最年輕的女性議員之一。她隨即加入聯邦議院家庭、老年、婦女與青少年事務委員會，並長期聚焦於打擊性別暴力、改善托育資源與促進性別平等政策。
2020年底，奧特勒布被任命為社會民主黨聯邦議會黨團的國會秘書長，負責協調議會內部黨團運作與議程安排。在該職位期間，她以組織力強與議題敏銳見稱，曾協助推動多項關於女性健康、生理用品免稅、以及家庭照護政策的修法提案。
2021年聯邦議會選舉中，她再度連任並擴大得票優勢，鞏固其在薩爾州的政治地位。2025年3月25日，奧特勒布當選為德國聯邦議院副議長，成為國會主席團成員之一，亦是該屆最年輕的副議長。她在就任時強調促進民主透明與性別平權為其核心使命，並持續參與國內多元共融與社會正義議題的跨黨派合作。